# Friendship’s Death
Friendship’s Death ist ein Spielfilm von Peter Wollen (Drehbuch und Regie) aus dem Jahr 1987. Es war die einzige alleinige Regiearbeit Wollens, der zweite Film der Schauspielerin Tilda Swinton und der erste der Produzentin Rebecca O’Brien.

## Handlung
Den historischen Hintergrund und thematischen Rahmen des Filmes bildet der „Schwarze September“, die bürgerkriegsartige Auseinandersetzung zwischen der jordanischen Armee und palästinensischen Milizen im September 1970. Im Prolog sind originale Filmaufnahmen von der Sprengung mehrerer entführter Passagierflugzeuge durch die Volksfront zur Befreiung Palästinas (PFLP) am 12. September 1970 zu sehen. Aus dem Off ist eine Stimme, jene des Hauptdarstellers, zu hören: „Das ist das Bild, an das wir uns erinnern werden … ein Bild, aus dem jeder Sinn gelöscht wurde“ (im Original: That's the image we all remember … an image with all the meaning drained out of it). Auch während des weiteren Verlaufs werden immer wieder originale Filmsequenzen von während der Kämpfe zerstörten Straßenzügen den kammerspielartigen, fast ausschließlich aus Dialogen der beiden Hauptdarsteller bestehenden Spielszenen gegenübergestellt.
Die eigentliche Handlung beginnt wenige Tage vor der Sprengung mit dem Zusammentreffen des englischen Journalisten Sullivan (Bill Paterson) und einer jungen Frau, dem Anschein nach einer Studentin aus England (Tilda Swinton), in der jordanischen Hauptstadt Amman. Sie wurde ohne Pass und Papiere von den Milizen aufgegriffen, und er soll dabei helfen sie zu identifizieren. Sullivan nimmt sie mit in das Hotel, in dem er wohnt, seine Berichte schreibt und auf die Papiere für seine Ausreise wartet.
Der Hauptteil des Filmes ist durch Einblendung des jeweiligen Datums chronologisch in mehrere aufeinanderfolgende Tage gegliedert und besteht fast zur Gänze aus den Dialogen der beiden Protagonisten. Schon in ihrem ersten Gespräch erklärt die Frau, sie sei eine Außerirdische, genauer gesagt eine sehr hoch entwickelte Maschine, gesandt von einem Planeten des unter den Menschen als Prokyon bekannten Sterns. Auf ihrer Welt war alles organische Leben in einem nuklearen Winter zerstört worden. Nur Computer und Maschinen hatten diese Katastrophe überstanden und widmeten sich nun der Erforschung des Weltraums, wobei sie besonders fasziniert von der Erde und den Menschen waren. Ihr eigentliches Ziel sei das Massachusetts Institute of Technology gewesen erklärt sie, wo sie mit den klügsten Vertretern der Erde Kontakt aufnehmen und ihre Botschaft des Friedens und der Freundschaft übermitteln sollte. Aus dieser Aufgabe erklärt sie auch ihren Namen, „Friendship“ (dt.: Freundschaft), denn dieses Wort würde ihren Auftrag und ihr Wesen am besten zusammenfassen. Da sie eine falsche Abzweigung genommen hatte, sei sie nun eben im von Kämpfen zerrütteten Nahen Osten gelandet.
Sullivan, skeptisch, aber neugierig geworden, zeigt sich interessiert an ihrer Geschichte, und die beiden verbringen Tag um Tag in den Zimmern des Hotels in Gesprächen über das Wesen der Menschen, wobei die kriegerischen Geschehnisse im Land – oft sind Schüsse zu hören, und mehrmals stürmen Bewaffnete den Raum, um aus den Fenstern zu schießen – nicht unwesentlich zu den Betrachtungen beitragen. Aber auch scheinbar Banales, wie ein Fußballspiel im Fernsehen, weckt Friendships Interesse. Dabei zeigt sie sich erstaunt, dass die Kamera ausgerechnet dem Ball folgt, dem in ihren Augen uninteressantesten Gegenstand am Feld, und nicht den einzelnen Spielern.
Eines Tages, Friendship ist wieder einmal auf den Märkten unterwegs, wo sie die Menschen beobachtet und mechanische Gegenstände oder auch nur Teile davon sammelt, entwendet Sullivan aus einer Schatulle in ihrem Zimmer eine Handvoll verschieden geformter und verschiedenfarbiger Gegenstände, die aussehen wie Bauklötze aus trüb-transparentem Plastik. In der Nacht darauf wird er von Geräuschen geweckt, die von ihnen ausgehen. Unter die Klänge mischen sich schließlich auch Worte. Erschrocken und nun auch endgültig überzeugt, dass Friendships Geschichte wahr ist, holt er sie. Sie ist nicht verärgert, dass er die Gegenstände an sich genommen hat, nimmt den Großteil der Teile wieder an sich und schenkt ihm einen davon als Andenken, als Zeichen ihrer Freundschaft.
Die Gespräche kreisen nun mehr und mehr um existenzielle Fragen des Lebens, um Gemeinschaft und Einsamkeit und um Leben und Tod, sowie, ausgehend von der aktuellen Situation vor Ort, um politische Fragen der Macht und des Zusammenlebens. Dabei erscheint Friendship am menschlichsten, wenn sie ihre Existenz als Maschine reflektiert. Sullivans Schreibmaschine etwa betrachtet sie wie einen entfernten Cousin und fordert den Journalisten nachdrücklich auf, nicht so darauf einzuhämmern. Aus ihrem Dasein als die einzige ihrer Art auf der Erde entwickelt sie ein Gefühl der Verbundenheit mit den Palästinensern, die auf den Straßen um ihren Platz auf der Landkarte kämpfen.
Als Sullivan schließlich Papiere für sich und Friendship in den Händen hält, mit denen sie ausreisen könnten, erklärt sie ihm, dass sie ihre Pläne geändert hätte. Nach allem, was sie in der Zwischenzeit über die Menschen gelernt hat, sieht sie keinen Zweck mehr darin, sich den Wissenschaftlern am MIT zu erklären. Von diesen und von den Militärs, egal ob in den USA oder im Vereinigten Königreich, würde sie doch nur weggesperrt und in ihre Einzelteile zerlegt werden, um daraus irgendwelche Waffen zu produzieren. So verabschieden sich die beiden, und Sullivan reist ab, derweil Friendship, in Militärkleidung und mit einer Kalaschnikow in Händen, zurückbleibt, gefolgt von einem arabisch gesprochenen Monolog, darin sie sagt, das man nach ihrem Tod in ihren Taschen eine Fahrkarte finden würde, mit der die Menschheit zum Frieden fände. Über ihr weiteres Schicksal aber wird in dem Film nichts weiter berichtet.
Das Ende des Filmes spielt beinahe 20 Jahre nach den Ereignissen im „Schwarzen September“. Sullivan ist überzeugt, dass Friendship in den Wirren des Krieges in Jordanien ums Leben kam. Er schenkt den von ihr erhaltenen Gegenstand seiner Tochter, einer talentierten jungen Studentin, die sich mit Kybernetik und höherer Mathematik befasst. Ihr gelingt es, seinen Zweck als Aufnahme- und Transmissionsmedium zu erkennen, und sogar die darin gespeicherten Informationen auf ein Videoband zu übertragen. So endet der Film mit Vater und Tochter, die gemeinsam die Aufzeichnungen Friendships betrachten. Die Sequenzen reichen von mikroskopischen Filmaufnahmen von Blutgefäßen, über Teile des Fußballspiels im Fernsehen und Bilder zerstörter Gebäude, bis zu Nahaufnahmen des Bartwuchses Sullivans, von dem sie sich fasziniert gezeigt hatte. Scheinbar nebensächliche Details wie eine Seite aus einem Arabisch-Englisch-Wörterbuch wechseln sich ab mit elementaren Darstellungen des organischen Lebens.

## Hintergründe
Inhaltlich entstand der Film aus der Fragestellung Wollens, wie man einen politischen Film drehen könnte. Formal ist er konzentriert auf die beiden Hauptdarsteller und nur wenige Räume, die Zimmer der beiden in einem Hotel. Wollen sagt dazu, es sei „eindeutig kein Hollywood-Film und auch nicht einmal ein Kunstfilm im üblichen Sinn. […] Obwohl es also kein Avantgardefilm ist, so ist es doch ein Versuch, sich mit politischen, ästhetischen und filmischen Fragen auseinanderzusetzen.“ Für ihn war es „eine Art klaustrophobischer Fortsetzung“ von Michelangelo Antonionis Film Beruf: Reporter (1975), an dem er als Koautor beteiligt war.
Die Rahmenhandlung bilden einerseits die kriegerischen Auseinandersetzungen im Nahen Osten im Jahr 1970, anderseits die aus der Science-Fiction bekannte Idee außerirdischen Besuchs auf der Erde, der, aus einer weit fortgeschrittenen Zivilisation kommend, hier um eine Botschaft des Friedens bemüht ist. Die phantastischen Elemente bleiben aber beschränkt auf die Erklärungen der Hauptdarstellerin über ihre Herkunft und ihr Wesen, ihr sich fließend änderndes Outfit und die von Sullivan in ihrer Schatulle gefundenen rätselhaften Objekte. Erst am Ende des Filmes ist eine daraus abgerufene Bildfolge mit fließenden Formen, Aufnahmen pulsierender Blutgefäße und Nachrichtenbildern zu sehen, die in der Anmutung an Tricksequenzen aus Filmen wie 2001: Odyssee im Weltraum oder Der Höllentrip erinnern.

## Aufführungen und Veröffentlichungen
Die Uraufführung von Friendship’s Death fand am 17. August 1987 in England statt. Im deutschsprachigen Raum wurde der Film erstmals am 14. Februar 1988 während der Internationalen Filmfestspiele Berlin 1988 gezeigt, in Österreich erst am 27. Oktober 2009 im Rahmen eines Tilda Swinton gewidmeten Schwerpunktes der Viennale. Nach über drei Jahrzehnten, in denen der Film für das breite Publikum praktisch unzugänglich war, wurde er schließlich auch digitalisiert und 2021 vom British Film Institute als kombinierte DVD-plus-Blu-Ray-Edition mit englischen und französischen Untertiteln herausgebracht.